# Новая Камаевка
Новая Камаевка — деревня Павловском районе Ульяновской области. Входит в состав Холстовского сельского поселения. 

## География
Находится на расстоянии примерно 6 километров по прямой на север-северо-восток от районного центра поселка Павловка.

## Население
Население составляло 159 человека в 2002 году (русские 91%), 138 по переписи 2010 года.